# Architektenkammer Baden-Württemberg
Die Architektenkammer Baden-Württemberg, kurz AKBW, ist eine Selbstverwaltungsorganisation für selbständig, angestellt oder beamtet Tätige in den Fachrichtungen Architektur, Innenarchitektur, Landschaftsarchitektur sowie Stadtplanung in Baden-Württemberg. 
Die Architektenkammer BW agiert zudem als berufsständische Interessenvertretung für mehr als 26.000 Mitglieder (Stand: 5. Februar 2024) und ist Körperschaft des öffentlichen Rechts. Sie ist Mitglied der Bundesarchitektenkammer. Der Sitz der Landesgeschäftsstelle ist in Stuttgart. 

## Geschichte

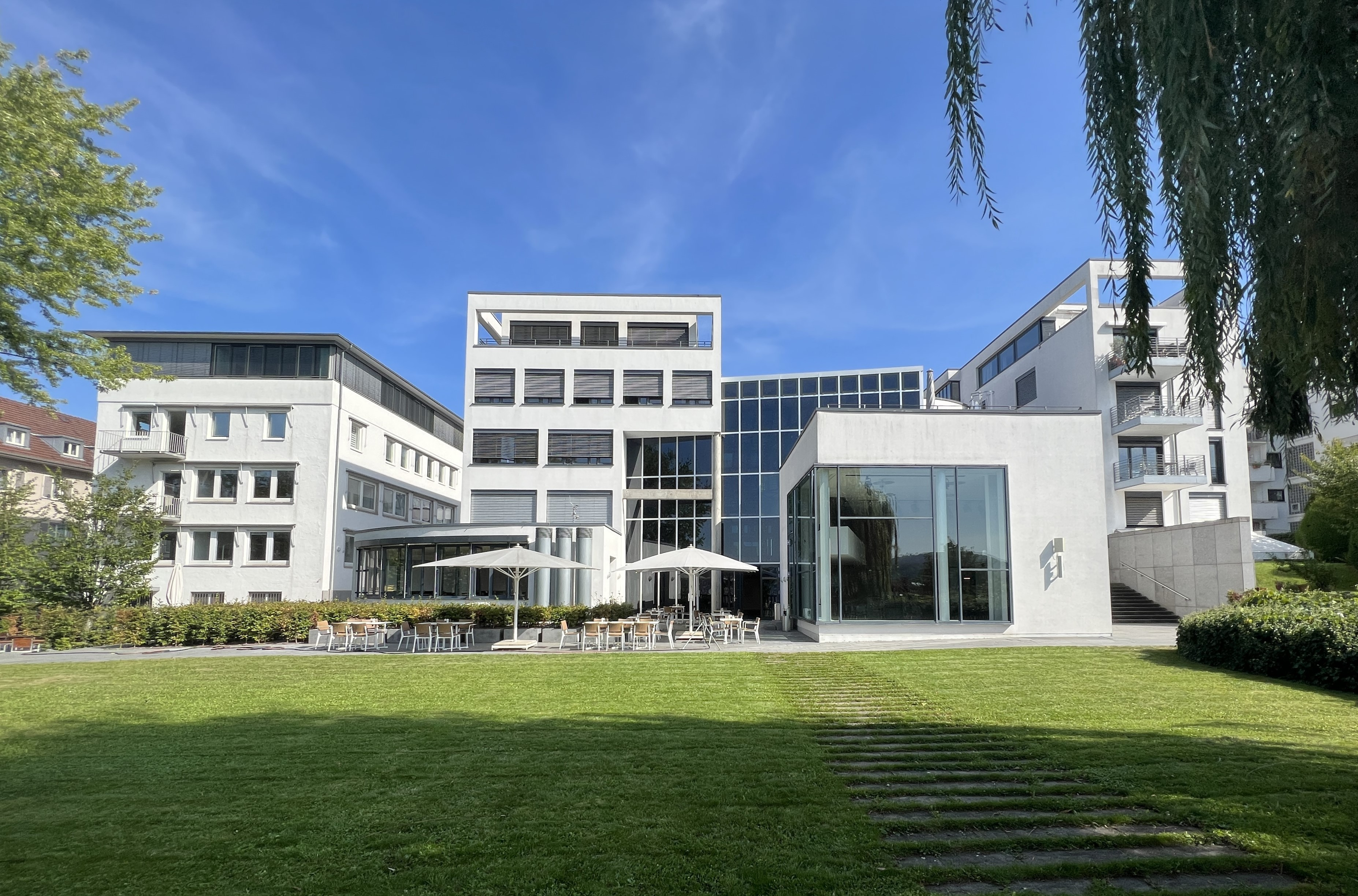
Haus der Architektinnen und Architekten in Stuttgart, Sitz der Architektenkammer Baden-Württemberg, 2023

Die Gründung der Architektenkammer Baden-Württemberg datiert auf den 17. November 1955 mit dem Beschluss des Landtags von Baden-Württemberg über ein Architektengesetz. Dieses Gesetz, am 5. Dezember 1955 veröffentlicht und ab 5. Januar 1956 in Kraft, bildet die Grundlage für den Schutz der Berufsbezeichnung „Architektin“ bzw. „Architekt“ und die Schaffung einer Kammer als Körperschaft des öffentlichen Rechts.  Damit verbunden ist das Recht, in Selbstverwaltung bestimmte öffentliche Aufgaben zu übernehmen. Die Rechtsaufsicht liegt derzeit beim Ministerium für Landesentwicklung und Wohnen Baden-Württemberg. 

## Aufgaben
Das Tätigkeitsfeld und die Aufgaben der Kammer sind in der Satzung der Architektenkammer Baden-Württemberg geregelt und umfassen unter anderem:
- Berufspraxis-Regulierung: Führen der Architektenliste, Überwachung beruflicher Pflichten und Beratung.
- Bildung: Förderung der Aus- und Weiterbildung, Unterstützung und Regelung von Architekturwettbewerben.
- Gesetzgebung und Qualität: Mitwirkung bei Gesetzen, Führung von Fachlisten.
- Konfliktlösung: Vermittlung bei Streitigkeiten, Bestellung von Sachverständigen.
- Öffentlichkeitsarbeit und Kommunikation: Informieren über Kammeraktivitäten, Wahrung sozialer Belange, Zusammenarbeit mit Architektenkammern anderer Bundesländer.

## Struktur

### Organe
Die Landesvertreterversammlung (LVV) ist das satzungsgebende Organ der AKBW. Der Landesvorstand besteht aus ehrenamtlichen Kammermitgliedern. 
In Anlehnung an die staatliche Verwaltungsstruktur mit ihrer Einteilung in Land, Regierungsbezirke und Landkreise ist die Architektenkammer gegliedert in Landesebene, Bezirke und Kammergruppen.

### Kammergruppen
Jedes Mitglied gehört gemäß seinem Eintragungsort zu einer der 42 Kammergruppen in Baden-Württemberg. 

### Kammerbezirke
Auf regionaler Ebene sind die Kammergruppen in vier Kammerbezirken organisiert: 
- Freiburg
- Karlsruhe
- Stuttgart
- Tübingen

### Landesgeschäftsstelle
Die AKBW-Landesgeschäftsstelle befindet sich in Stuttgart. Sie gliedert sich in die vier Geschäftsbereiche Verwaltung/Finanzen und Kommunikation, Recht und Wettbewerb, Architektur und Baukultur sowie das Institut Fortbildung Bau (IFBau) mit je eigener Geschäftsführung. 64 hauptamtliche Fachreferentinnen und Fachreferenten beraten die Mitgliedschaft in fachlichen, berufsständischen, rechtlichen und strukturellen Fragen. Ehrenamtlich sind Kammermitglieder berufen in die Ausschüsse Wettbewerb und Vergabe, Schlichtung, Eintragung. Zudem sind zwei Kammermitglieder ehrenamtlich als Beisitzer im Berufsgericht tätig, dem ein auf Lebenszeit berufener Richter vorsteht.  
Die AKBW hat für die inhaltliche Arbeit acht Kompetenz-Teams eingesetzt (LVV-Beschluss vom November 2022).  